# Ufficio italiano dei cambi
L'Ufficio italiano dei cambi era un ente strumentale della Banca d'Italia. È stato soppresso ai sensi dell'art. 62 del d.lgs. 21 novembre 2007 n. 231; dal 1º gennaio 2008 le sue competenze sono passate a strutture già esistenti di Banca d'Italia.

## Storia
Nasce con il decreto legislativo luogotenenziale 17 maggio 1945 n. 331, assorbendo le funzioni dell'Istituto nazionale per i cambi con l'estero, con l'obiettivo di vigilare sui movimenti di capitali e di amministrare le riserve in valuta dell'Italia. Inoltre detiene il monopolio nell'acquisto e vendita di oro, divise estere, biglietti di banca e di Stato esteri, titoli esteri e italiani emessi all'estero, titoli italiani emessi in valuta estera.
Tra il 1990 e il 2000 una serie di interventi normativi aboliscono il monopolio UIC sui cambi ma confermano le funzioni di vigilanza e controllo dell'UIC sulle operazioni di acquisto e vendita di valuta estera, ne ridimensionano i compiti al contrasto al riciclaggio di denaro (riceve le segnalazioni degli operatori bancari relative a movimenti bancari sospetti), alla gestione delle riserve ufficiali italiane in valuta estera, alla lotta all'usura, all'attività di raccolta di informazioni per l'elaborazione delle statistiche sulla bilancia dei pagamenti, alla posizione patrimoniale verso l'estero ed eliminano il monopolio dell'UIC in materia di acquisto di oro. Prima permesso solo per usi industriali, adesso l'oro può essere acquistato anche da privati. UIC comunque mantiene il compito di fissare gli standard (in linea con i principi internazionali) a cui l'oro grezzo deve rispondere.
In seguito alla sua soppressione avvenuta nel 2007, le funzioni in materia di prevenzione e contrasto del riciclaggio e il finanziamento del terrorismo sono ora svolte dall'Unità di Informazione Finanziaria per l'Italia della Banca d'Italia (istituita dall'art. 6 del d.lgs. 231/2007), che ha il compito di raccogliere, analizzare e comunicare alle autorità competenti le informazioni che gli intermediari bancari e finanziari segnalano a UIF relativamente a ipotesi di riciclaggio o di finanziamento del terrorismo.